# Crítica del judici
La Crítica del judici (1790) és una obra de Kant que complementa a les anteriors Crítica de la raó pura i Crítica de la raó pràctica per establir els límits i condicions del coneixement humà. El llibre aborda dos tipus de judicis: els referits a l'estètica i la teologia. Ambdós tenen un component intrínsecament valoratiu, a diferència de les operacions mentals de les altres crítiques.
Kant afirma que els judicis poden ser determinatius o reflexius, que són dels que tracta l'obra. Un judici reflexiu sosté que quelcom és agradable, bell, sublim, bo o bé els seus contraris. Quelcom és agradable quan proporciona plaer als sentits. La bellesa sorgeix quan un objecte assoleix la forma més perfecta segons la seva finalitat i tot i ser quelcom subjectiu, cada persona creu que el seu criteri estètic hauria d'imposar-se a la resta, ja que té la força del convenciment. Prové dels sentits però introdueix la raó, que compara la forma oferta amb l'ideal. El sublim és tot el que s'escapa a la comprensió i aporta emocions extremes, d'admiració o terror. El bé, com a qualitat moral, és absolut: hi ha coses i accions bones i d'altres que no ho són, i depenen dels criteris de l'ètica deontològica (és bo el que s'adequa al deure individual, sense tenir cap relació amb una possible recompensa o sensació positiva en acomplir-ho).
Posteriorment, afirma que cada ésser i cos a la natura tendeix a una finalitat, seguint les teories d'Aristòtil. Hi ha persones, els genis, que tenen com a fi elaborar obres belles i sublims que condensin la perfecció artística gràcies a la suma del seu enteniment i la imaginació.Aquesta teoria, juntament amb la idea del sublim, serà uns dels eixos de la teoria estètica del romanticisme posterior i s'allunyen de l'ideal racionalista propi de la il·lustració de la resta del pensament kantià.